# Steffen Lehle
Steffen Lehle (* 30. Juni 1986) ist ein deutscher Handballtorwart. Seine Körperlänge beträgt 1,92 m.
Lehle spielte in der Jugend für den TV Bittenfeld. Bereits mit 17 Jahren wurde er 2004 in den Kader der 1. Mannschaft aufgenommen, wurde aber auch in der 2. Mannschaft eingesetzt. Lehle bestritt sein erstes Spiel in der 2. Bundesliga in der Saison 2007/08 gegen den ThSV Eisenach, als er in der 27. Minute eingewechselt wurde. 2009 wechselte Lehle zur SV Remshalden. 2012 verließ Lehle die SV Remshalden, um ein Jahr zu pausieren. Im Januar 2013 kehrte er zur SV Remshalden zurück. 2015 kehrte Lehle zum TV Bittenfeld zurück und spielt dort in der 2. Mannschaft in der Württembergliga.
Lehle hat in Mannheim studiert.